# 高知県薬剤師会
公益社団法人高知県薬剤師会（こうえきしゃだんほうじんこうちけんやくざいしかい、英称: Kochi Pref. Pharmaceutical Association）は、高知県知事所管の高知県の薬剤師を会員とする公益法人。

## 本部所在地
〒780-0850 高知県高知市丸ノ内1丁目7-45 総合あんしんセンター2F

## 郡市薬剤師会
- 高知市薬剤師会
- 安芸支部
- 香長土支部
- 高吾支部
- 高陵支部
- 幡多支部